# تزكزاوين
تزكزاوين هي جماعة قروية في إقليم تارودانت بجهة سوس ماسة جنوب المغرب. وهي تضم 5272 نسمة، حسب الإحصاء العام للسكان والسكنى لسنة 2014.

## دواوير الجماعة
- دوار تزايرن
- دوار إحلوشن
- دوار تمرݣلت
- دوار إمنواسيف
- دوار ايت عبد الله اوهمو
- دوار ايت عمران
- دوار تفيراس
- تيزي مولت
- دوار تالمنداشت
- دوار تريت
- دوار بوݣزول
- دوار تزوونت

## التعليم
قائمة المؤسسات التعليمية في جماعة تزكزاوين:
- مجموعة مدارس 18 نونبر (الدواوير: تريت، امزورو، امزوك، تمزايت، تزارين)
- مجموعة مدارس تميشة (الدواوير: تميشا، أيت دحا، أوركو، الحندق، أكادير الجديد، تماسينت)
- مجموعة مدارس احلوشن (الدواوير: احلوشن، امي نواسيف، أيت عبد الله)

تتوفر الجماعة على سيارة النقل المدرسي، وتتوفر جمعية شباب إحلوشن على سيارة للنقل المدرسي. 
بعد إتمام التعليم الإبتدائي، يُتابع التلاميذ تعليمهم الإعدادي في إعدادية أساكي، لأن جماعة تزكزاوين لا تتوفر على إعدادية. 

## الصحة
المركز الصحي تريت

## النقل والطرق
- ترتبط جماعة تزكزاوين مع جماعة الفايض بطريق معبد يربط بين دوار إمي نواسيف في جماعة تزكزاوين ودوار تاصومات في جماعة الفايض
- ترتبط جماعة تزكزاوين مع جماعة أزرار وجماعة أكادير ملول بطريق معبد يربط بين دوار تريت في جماعة تزكزاوين وبين مركز جماعة أكادير ملول